# Michael White (Produzent)
Michael Simon White (* 16. Januar 1936 in Glasgow, Schottland; † 7. März 2016 in Ojai, Kalifornien) war ein britischer Film- und Theaterproduzent.

## Leben
White wurde von seinen Eltern im Alter von sieben Jahren auf eine Privatschule in der Schweiz geschickt. Er besuchte später die High School in Glasgow und studierte an der Sorbonne in Paris. Nachdem er zunächst an der Wall Street gearbeitet hatte, wurde er 1956 Assistent des Produzenten Peter Daubeny. Anfang der 1960er Jahre begann er seine Karriere als Produzent mit Jack Gelbers The Connection. Seine Produktion Oh! Calcutta! lief am Londoner West End ab 1970 zehn Jahre lang ohne Unterbrechung; am Broadway ab 1976 sogar 13 Jahre lang. 1973 brachte er mit The Rocky Horror Show einen Kultklassiker erstmals auf die Bühne. Er stieg kurz darauf auch in das Filmgeschäft ein, zunächst über Verfilmungen seiner Theaterproduktionen. Neben The Rocky Horror Picture Show produzierte White auch Richard O’Briens inoffizielle Fortsetzung, Shock Treatment. Er produzierte zudem die Monty-Python-Filmkomödie Die Ritter der Kokosnuß, die Komödie Nonnen auf der Flucht mit Eric Idle und Robbie Coltrane sowie Ein Papst zum Küssen, ebenfalls mit Coltrane.
Mitte der 1990er Jahre ließ sein Erfolg auf der Bühne und bei Filmproduktionen nach, letztlich musste er 2005 Insolvenz anmelden. Zudem erlitt er kurz zuvor den ersten von mehreren Schlaganfällen. Als er 2014 bei den Laurence Olivier Awards mit dem Spezialpreis für sein Lebenswerk ausgezeichnet wurde, konnte er diesen nur im Rollstuhl entgegennehmen.
White war zweifach geschieden und hatte vier Kinder.

## Filmografie (Auswahl)
- 1972: Oh! Calcutta!
- 1975: Die Ritter der Kokosnuß (Monty Python and the Holy Grail)
- 1975: The Rocky Horror Picture Show
- 1978: Der Hund von Baskerville (The Hound of the Baskervilles)
- 1981: Shock Treatment
- 1982: Schwarzarbeit (Moonlighting)
- 1985: Supergrass – Unser Mann bei Scotland Yard (The Supergrass)
- 1987: Die letzten Tage in Kenya (White Mischief)
- 1987: Eat the Rich
- 1988: Die Täuscher (The Deceivers)
- 1990: Nonnen auf der Flucht (Nuns on the Run)
- 1991: Ein Papst zum Küssen (The Pope Must Die(t))
- 1992: Obsession
- 2001: Enigma – Das Geheimnis (Enigma)

## London West End (Auswahl)
- 1970: Oh! Calcutta!
- 1973: Joseph and the Amazing Technicolor Dreamcoat
- 1973: The Rocky Horror Show
- 1973: Two Gentlemen of Verona
- 1976: A Chorus Line
- 1978: Annie
- 1994: She Loves Me

## Broadway (Auswahl)
- 1974–1975: The Island
- 1974–1975: Sizwe Banzi Is Dead
- 1974–1975: Sleuth
- 1980: Censored Scenes From King Kong